# 兒玉樹
兒玉樹是日本漫畫家。女性。主要在角川書店的漫画雑誌活動。

## 作品
全部角川書店發行
- ：出道作品
- 《Canvas2 ～Extra Season～》：F&C FC01原作
- 《Canvas2 ～彩虹色的圖畫～》：F&C FC01原作，台灣角川書店代理發行
- 《FORTUNE ARTERIAL》：August原作，台灣角川書店代理發行
- 《晴空萬里天神商店街》：台灣角川書店代理發行
- ：目前連載中

## 外部連結
- http://www.ne.jp/asahi/kota54/kitsutebu/ （页面存档备份，存于） （日語）